# Apadravya
L'apadravya és un tipus de pírcing genital masculí que traspassa completament el gland del penis verticalment, passant generalment pel centre d'aquest i després passant per la uretra. El pírcing es fa sovint de manera que s'inclini cap endavant, amb un lleuger angle respecte a la vertical.

## Terminologia
Apadravya (en sànscrit: अपद्रव्य) és el nom genèric amb què en el Kama Sutra s'indiquen totes les pròtesis dissenyades per augmentar la mida del penis durant les relacions sexuals i, per tant, per augmentar el plaer de la parella penetrada, anomenada hastini. En particular, el llibre indica com a peculiaritat dels «estats meridionals», la de fixar una apadravya sobre la lingam (un objecte oval, un símbol fàl·lic considerat una forma de Xiva) mitjançant la perforació. Sembla que aquesta descripció il·lustra l'ús del que en la llengua iban s'anomena palang («forrellat») altres insercions al penis d'origen protomalai. L'ús tradicional d'un palang era, de fet, actuar com a agulla i mantenir quietes les extensions ornamentals del gland fetes de fusta, en conseqüència el terme apadravya sembla referir-se en aquest context a l'extensió que cobreix el penis i no pas a l'agulla.
Tot i això, quan el 1975 Doug Malloy (que realment es deia Richard Simonton), pioner de la nova escena de la modificació corporal estatunidenca, va escriure la seva autobiografia fictícia titulada Diary of a Piercing Freak, que va decidir identificar el terme «apadravya» amb el pírcing que perfora verticalment el gland del penis, i el terme «ampallang» (òbviament derivat de palang) el que el perfora horitzontalment, i és amb aquests noms que encara es coneixen aquests dos tipus de pírcings genitals a Occident.

## Realització
L'apadravya és un tipus de pírcing anomenat «extrem». i la seva aplicació pot ser extremadament dolorosa. A criteri del client, el pírcing es pot practicar amb o sense l'aplicació d'un anestèsic local i en una o dues sessions; en aquest darrer cas es realitza primer un príncep Albert i, després que aquest últim hagi curat, l'apadravya.
En el cas d'una única sessió, l'aplicació sol tenir lloc en tres fases. Primer s'introdueix un catèter, després s'introdueix l'agulla de dalt a baix fins que arriba al catèter, assegurant-se així que ha arribat a la uretra, i finalment es retira el catèter i s'afegeix l'agulla de nou fins que surti per part superior del gland.
Generalment, l'aplicació es realitza amb el penis en estat de repòs i el pírcing aplicat té la forma d'una barra recta. Per a evitar problemes durant l'erecció, la longitud del pírcing que s'ha d'aplicar ha de ser avaluada amb el penis erecte, quan el gland assoleix la mida màxima, mentre que pel que fa al diàmetre, el de la barra inicial és d'uns 2,0- 2,4 mm.

## Cicatrització
La cicatrització completa del penis sol trigar de tres a nou mesos. Durant el procés de curació, també es recomana que les persones que portin aquest tipus de pírcing s'abstinguin de tenir relacions sexuals durant un període de sis setmanes com a mínim, després de la qual cosa és recomanable continuar utilitzant el preservatiu durant uns mesos.
Després de la cicatrització, el forat es pot eixamplar introduint barres de diàmetre gradualment més gran, fins a una mida fins i tot superior a 10 mm.

## Variants
Com s'ha esmentat, es tracta d'un pírcing que es realitza al gland del penis, però també hi ha una versió en què es perfora el penis (i, per tant, els cossos cavernosos), en aquest cas el pírcing s'anomena «apadravya del penis». La contrapartida de l'apadravya, l'ampallang, traspassa el gland horitzontalment i sovint es fa referència a una combinació dels dos com a «magic cross» (literalment, creu màgica). La combinació d'una apadravya amb un dydoe (un pírcing que travessa la corona del gland), s'anomena «apadydoe».

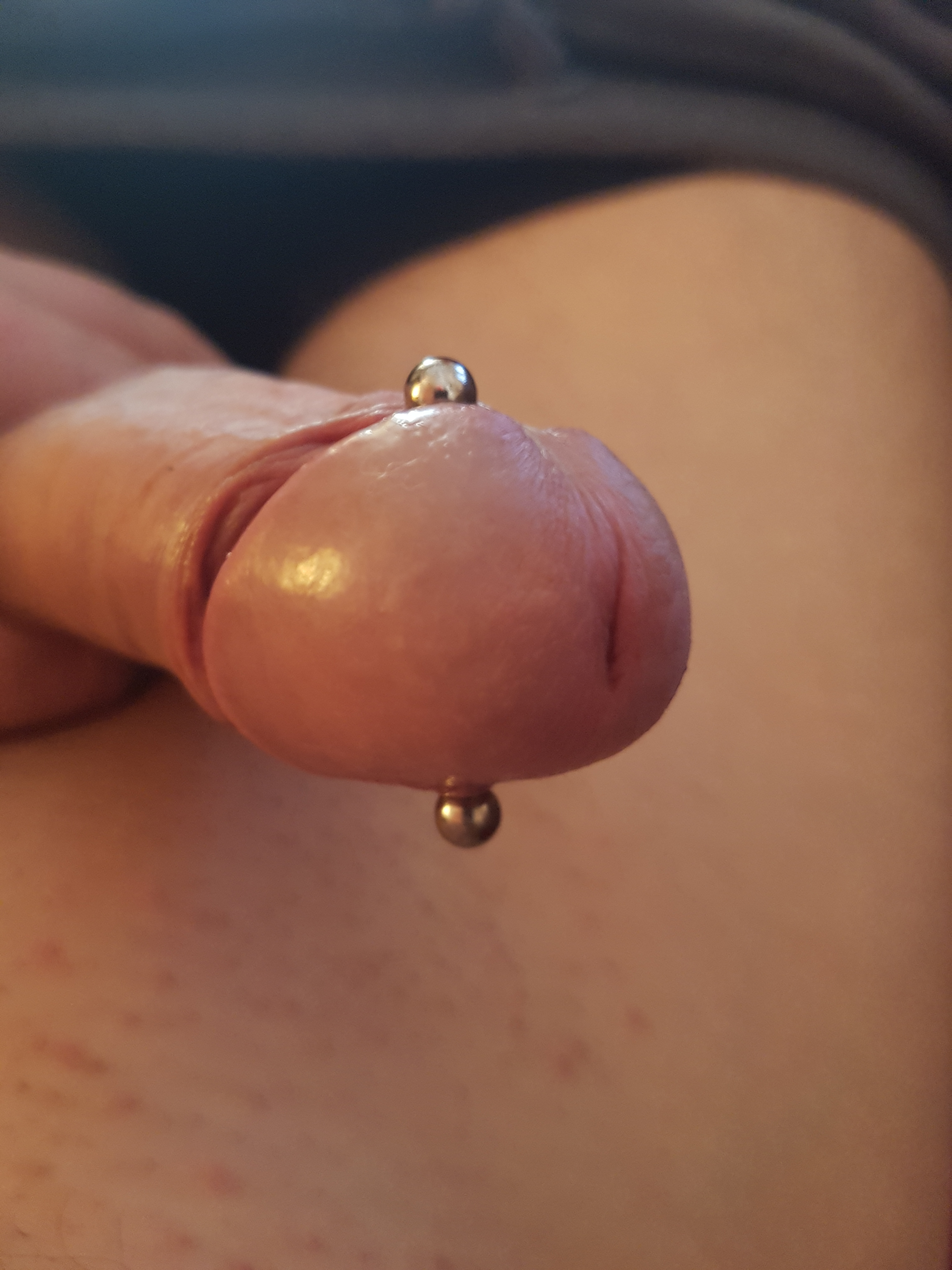
Pírcing apadravya
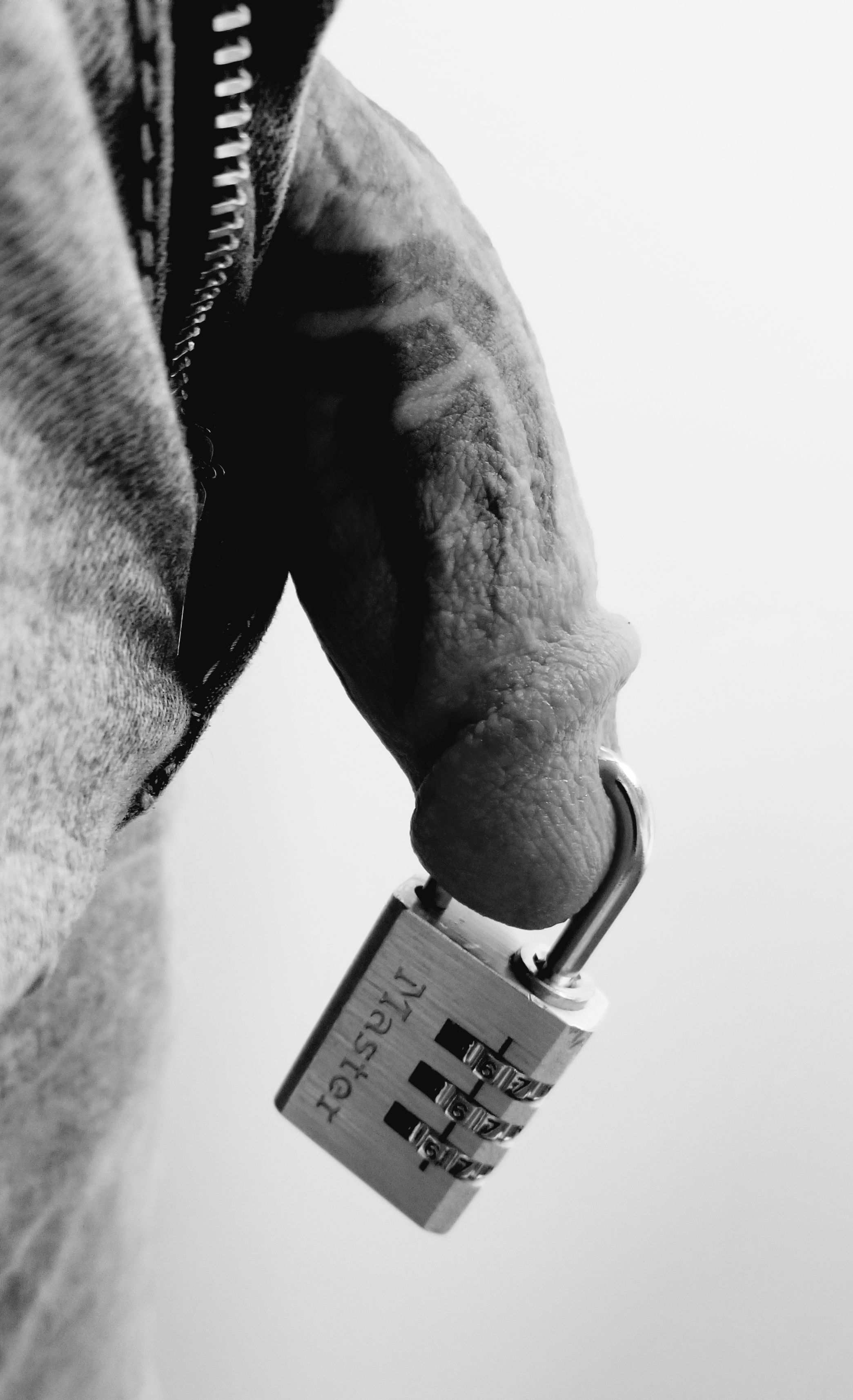
Pírcing apadravya amb un cadenat
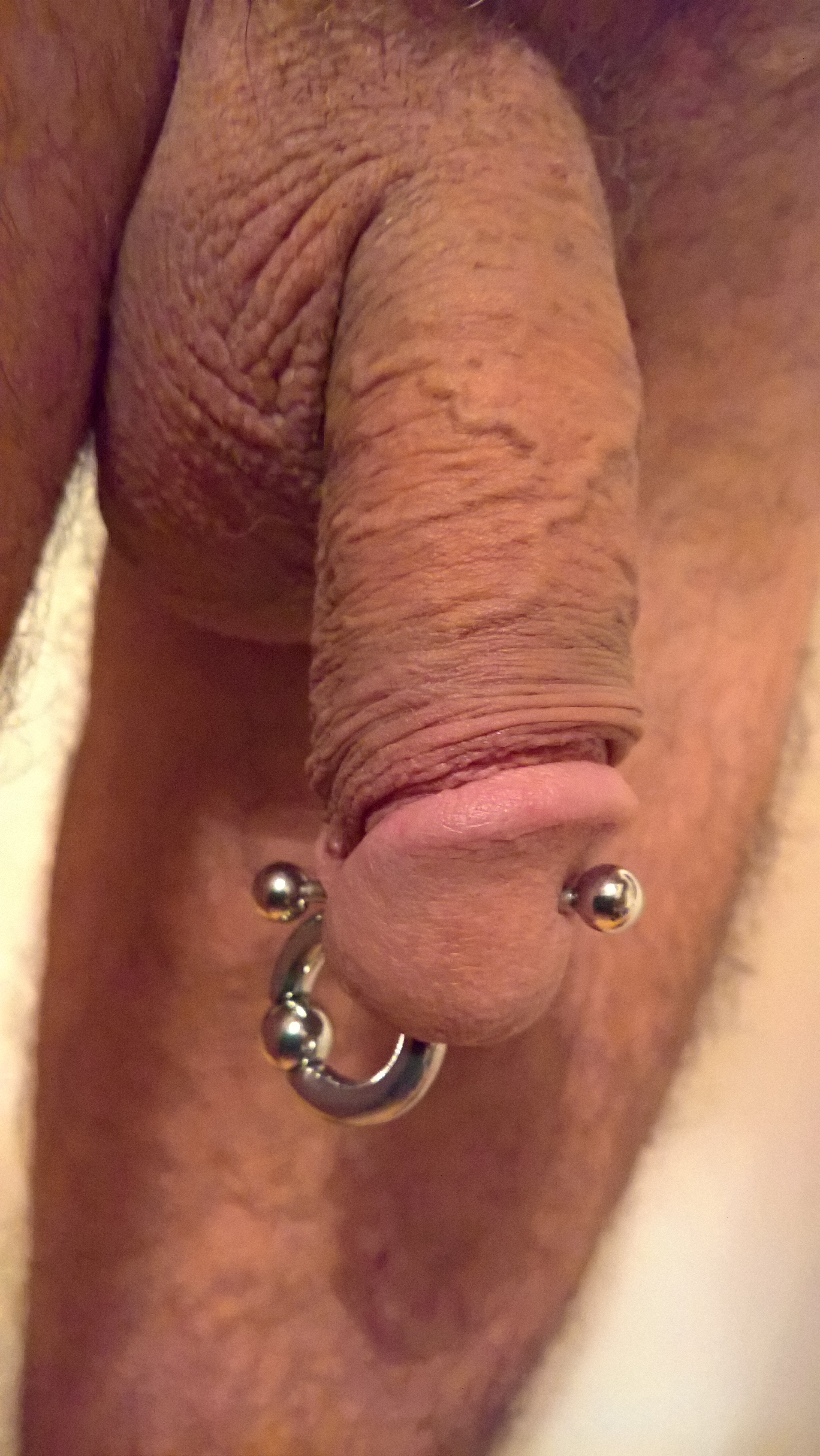
Pírcings apadravya i Prince Albert
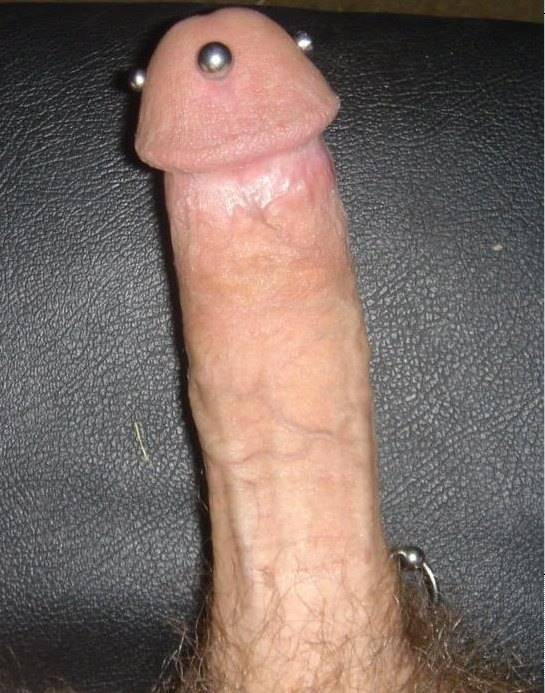
Pírcing Creu màgica
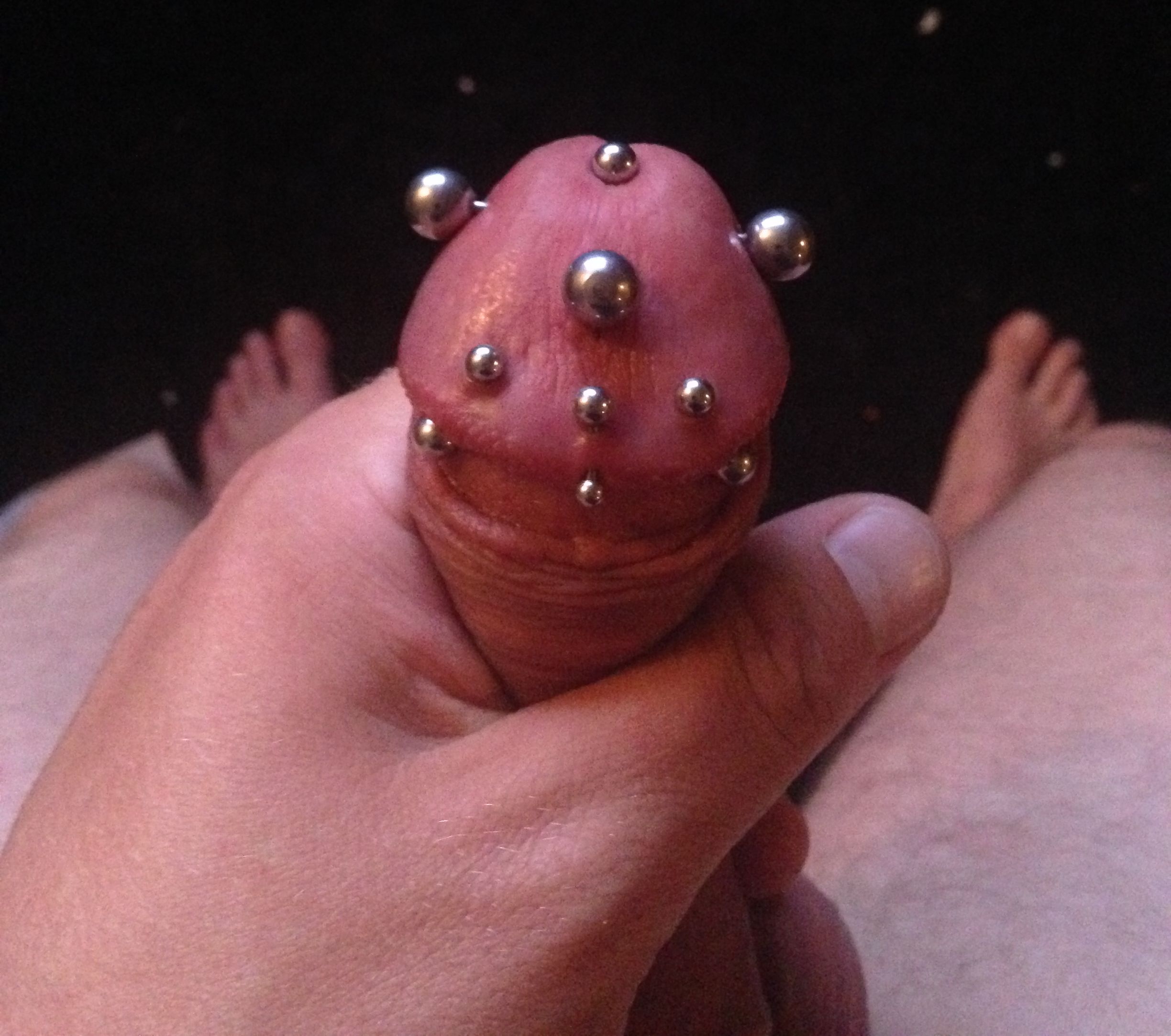
Pírcings ampallang, dydoe i apadravya

Si el penis al qual s'ha aplicat ha estat sotmès a una subincisió o meatotomia, el pírcing s'anomena «halfadravya».

## Riscos per a la salut
Els principals riscos per a la salut es produeixen durant l'aplicació de la perforació i durant el procés de curació. Si no s'adopta una higiene adequada durant el procés d'aplicació es pot arribar al risc de contraure malalties transmeses per la sang, mentre que aquesta manca durant el procés de curació pot provocar infeccions. En funció de la posició del pírcing, el sagnat pot ser més o menys abundant tant durant la realització com durant la curació; per exemple el pírcing «apadravya del penis» travessa els cossos cavernosos del penis, i generalment la seva realització provoca una pèrdua de sang superior que la causada per una ampallang tradicional.
Alguns metges creuen que els pírcings genitals masculins aplicats al gland augmenten el risc de transmetre malalties de transmissió sexual, fent que la protecció del preservatiu sigui menys efectiva. En dues enquestes diferents, entre el 5% i el 18% dels homes amb pírcings genitals havien trobat «problemes durant l'ús de preservatius» no especificats, tot i que no estava clar quants d'ells els feien servir regularment. En última instància, encara no hi ha hagut conclusions fermes sobre l'augment del risc de contraure malalties de transmissió sexual si algú de la parella porta un pírcing genital d'aquest o algun altre tipus.

## Funcions
Més enllà de les raons estètiques, els pírcings del gland també es fan servir sovint per a augmentar l'estimulació sexual que pot produir als dos membres de la parella.
En el cas del coit anal, l'apadravya, en comparació amb el Príncep Albert i Príncep Albert invetit, ofereix l'avantatge de poder estimular la pròstata tant en la postura del gosset com en la del missioner.
Pel que fa a les relacions sexuals vaginals, es considera que l'apadravya és el tipus de pírcing que més augmenta l'estimulació sexual en una dona; això es deu al fet que les dues boles als extrems de la barra permeten estimular molt més intensament el punt G i la zona erògena del fòrnix vaginal anterior, també conegut com a punt A. Tot i que avui la comunitat científica és decididament escèptica sobre l'existència d'àrees més densament inervades dins de la vagina, com ara el famós punt G, és evident que la joieria d'un pírcing genital provoca una major pressió i fricció a les parets vaginals.
Per a poder intensificar encara més aquesta estimulació, també és possible portar pírcings vibratoris especials.
Precisament a causa de la gran estimulació que rep algú que és penetrat per una persona que porta una apadravya, aquest pírcing sovint es coneix com happydravya.